# Joachim Marcus-Steiff
 (octobre 2020).
Pour les articles homonymes, voir Marcus.
Joachim Marcus-Steiff, né le 8 janvier 1928 à Berlin et mort le 17 novembre 2016 à Nans-les-Pins, est un sociologue et spécialiste des médias français.

## Biographie
Né à Berlin, Joachim Marcus-Steiff est scolarisé au lycée Jeanson-de-Sailly à Paris. Il fait des études de psychologie, puis obtient le diplôme de Sciences Po. Il travaille dans le service « Études » de deux agences de publicité. Il réalise en Belgique une étude de motivation préélectorale. 
En 1961, il publie Les études de motivation préfacé par Marcel Bleustein-Blanchet. 
En 1962, il rédige une thèse de doctorat sur La pratique des études de motivation et entre au CNRS comme chercheur en sociologie. Il y reste jusqu'en 1993.
En 1987, il co-signe une tribune sur « Procréatique et désinformation » dans Le monde.
En 2012, il publie La société sous-informée. 

### Ouvrages
- La société sous-informée : L’essentiel, c’est ce que l’on ne vous dit pas, Paris, Harmattan, 2012 (ISBN 978 2 296 96788 5, lire en ligne)
- Les études de motivation  (préf. Marcel Bleustein-Blanchet), Paris, Hermann, 1961

### Contributions
- « Étude biométrique du fonctionnement reproductif dans la population générale. Méthode et premiers résultats », Population,‎ 1994 (lire en ligne)
- « Procréations et filiations. Logiques des conceptions et des nominations », L'Homme,‎ 1985 (lire en ligne)
- « L'information comme mode d'action des organisations de consommateurs », Revue française de sociologie,‎ 1977 (lire en ligne)
- « Informations et défense des consommateurs », Communications,‎ 1971 (lire en ligne)
- « À propos des effets de la publicité sur les ventes », Communications,‎ 1971 (lire en ligne)
- « Les effets de la publicité sur les ventes. Quelques résultats de l'analyse des données “naturelles” », Revue française de sociologie,‎ 1969 (lire en ligne)
- « Quelques programmes statistiques en langage “PAF” », Revue française de sociologie,‎ 1967 (lire en ligne)
- « Où va la recherche publicitaire ? Enquête », Communication & Langages,‎ 1964 (lire en ligne)
- « Éléments d'une psycho-sociologie de la consommation », Revue française de sociologie,‎ 1962 (lire en ligne)